# Krogenberg Hegn
Krogenberg Hegn är en skog i Danmark. Den ligger i Region Hovedstaden, i den östra delen av landet. Krogenberg Hegn ligger på ön Sjælland. Kring skogen förekommer jordbruksmark och på västra sidan Danstrup Hegn.